# 王宝
王宝（1929年12月8日—2011年1月6日），老挝赫蒙族將領，人称苗族雄狮。

## 生平

### 在老挝的军事生涯
王宝在二战参加抗击日本的游击队，战后受雇于法国殖民当局，负责川圹和华潘地区的军事活动，对抗越盟武装。虽然法国最终失败，但王宝仍然保持了在老挝北部的势力，宣布效忠于新获得独立的老挝王国。
越战期间，王宝领导指挥得到美国中央情报局扶持和装备的老挝“特种部队”（即王宝军事集团），主要成员是苗族部属和亲信，以及苗族的一些首领和知名人物，对抗巴特寮和北越人民军。王宝军衔也逐渐从中校升为少将。被指控其在美国空军支援下贩卖鸦片以筹集经费。
1975年，老挝人民革命党夺取老挝政权后，王宝的2万余人的“特种部队”被击溃，余部及家属逃往泰国，美国提供的100多架飞机和大批军用物资也被迫转移至泰国乌隆机场。泰国乌隆第二军区，为王宝军事集团提供了一些营房并设立“办事处”。溃逃泰国的“特种部队”大部份被安置在黎府的难民营。在“特种部队”逃离时，王宝在龙镇召集了成立老挝天神党的会议，杨比任天神党书记，巴高和任军事总指挥，杨志国任秘书长，继续在老挝北部发展反共组织，开展游击战争。王宝等要员则移居美国加利福尼亚州。并在美泰的支持下，通过设在泰国的办事处，策动老挝北部的苗、瑶等少数民族进行反共活动。 

### 在美国的活动
王宝由于其战争经历和反共的坚定政治立场，美国政府允许拥护王宝的苗族人口大量移民。美国的苗族人口人数已超过20万，主要安置在加利福尼亚、威斯康星、明尼苏达和科罗拉多等4个州。王宝成为苗族侨民政治领导人。。同时王宝还受到美国反共保守主义者的支持。王宝利用这一有利条件，委派其亲信或要员，在美国组建了下列组织： 
- “美国苗族协会”，主席杨华，副主席罗多在，秘书长吴榜宗，总部设在加利福尼亚州。
- “美国共和党苗族协会”，主席王英，副主席李包，总部设在加利福亚州。
- “美国苗族战略协调委员会”，主席杨道，委员共12人，其中3人是美国研究人员，总部设在加利福尼亚州。
- “美国苗族遗产协会”，主席杨展年，总部明尼苏达州。
- “美国基督教协会”，总部设在加利福尼亚州，主要从事与泰国和香港等基督教会的教务联系。

王宝军事集团还争取到美国一些组织的支持，纠集了海外8个老挝人反政府组织和党派，在法国巴黎成立了“老挝自由民主联盟”。该“联盟”在泰国沙拉武里府设立“老挝和平工作组织”。1983年加入在澳大利亚成立的反共组织“老挝救国力量联合阵线”。
1985年，里根政府拨出专款10亿美元，用于在老挝、安哥拉和阿富汗等国颠覆亲苏政府。王宝军事集团成为其主要扶持和援助的对象。美国政府还利用美国苗族协会，积极联络世界各地的苗族势力，参与和支持王宝军事集团的复辟活动。 1986年，在美国里根政府的扶持下，王宝军事集团在加州成立了“老挝王国中央委员会”，王宝任中央委员会主席，王守任副主席，毛叶龙、坎蒙马诺滚、王风、杨督姐州、朗达诺拉醒、李莱等任中央委员。1988年8月，“老挝王国中央委员会”改名“老挝民族联合阵线”，总部设在美国加利福尼亚州，并在泰国成立了两个前指挥部，一个设在沙拉武里府汤嘎隆佛寺，军事指挥长为毛叶龙，顾问CIA成员扎伦，负责指挥老挝北部7省的“民族解放运动”。另一个设在乌隆府，军事指挥长是奔利•赛哥西，顾问为CIA成员波乔，负责指挥老挝南部6省的“民族解放运动”。王宝军事集团建立了“国际苗族协会”，总会主席杨梭，副主席杨道，并在美国各苗族定居的4个州建立了分会。“国际苗族协会”由王宝的中央委员会即“老挝民族联合阵线”直接控制。
王宝军事集团在美国的支持下，利用“寮国民族联合阵线”的牌子，在美、法、泰、中等国大力发展和扩大组织。
20世纪90年代初，美国对在老挝的战略作了调整，把扶持王宝武装颠覆，改为进行政治、文化和宗教的渗透，实施和平演变战略。美国总统老布什接见国际苗族协会主要领导人，许诺从政治、经济上给以支持。美国当局专门派人指导该协会工作，加强对老、越、中等国苗族地区思想、文化和宗教方面的渗透。1994年后，美国扶持王宝的活动，目的是将各国苗族问题国际化。同时以国际苗族协会为名，发起“研究苗族历史、文化和帮助苗族发展经济”的活动，举办苗族问题国际研讨会。1995年8月，苗族问题国际研讨会在美国召开，王宝和美国有关官员到会讲了话。
2007年6月4日，经过FBI与联邦酒烟火器局的秘密特工代号为“污鹰行动”历时6个月的密侦，联邦检察官麦格雷戈·斯科特、联邦助理检察官鲍勃·特威斯在加利福尼亚萨克拉门托宣读刑事起诉书，指控以老挝前叛军首领王宝为首的8名在美居住的老挝人和1名美国加州国民警卫队退伍中校哈里森·乌尔里克·杰克，理由是策划“使用武力，包括谋杀、攻击老挝军方和文职官员以及摧毁老挝首都万象的政府建筑和财物等手段，推翻老挝现政府”，从而违反了中立法案。起诉书说，被告被告大举筹款，并招募武装人员，被雇佣者中有前美国陆军特种兵和前美国海军“海豹”突击队成员；正在购买足够装备一支小型军队的武器。他们计划买下数以百计的地雷、手榴弹、C－4炸药、“毒刺”导弹、AK－47自动步枪、反坦克火箭、轻型反坦克火箭以及其他武器和军需品，并将这些武器经泰国船运到老挝。9名被告中有7人已年过半百，大多为加州中贝谷地老挝社团中的知名人士。他们受到的指控包括图谋伤害、绑架、谋杀，图谋损坏外国政府建筑和财产，图谋购买和拥有机关枪和爆炸装备，以及违反美国联邦中立法。其中6人还被指控图谋购买和拥有防空导弹。加州国民警卫队退伍中校哈里森·乌尔里克·杰克则被控为组织者，并作为中间人帮助王宝买武器。杰克现年60岁，毕业于美国西点军校，曾参加过越南战争中美军的秘密行动。10年前从加州国民警卫队退休后，他仍全职为加州国民警卫队做战略计划工作。今年3月，杰克还被萨克拉门托附近的约罗县政府聘为调查舞弊情况的官员。当天，美国联邦法院下达逮捕令，当天拂晓数百名联邦探员突袭这9名嫌疑人在加州的住所全部抓捕到案。6月4日，联邦司法部助理部长肯尼思·韦恩斯坦说：“被告对美国海外的公共安全构成实质威胁……我们不能容忍我们的国家被当作阴谋颠覆外国政府的平台。”6月12日，王宝在缴纳150万美元保释金后暂时被保释出狱，等待审判。2009年9月18日对王宝的指控被美国司法部撤销。联邦检察官劳伦斯·布朗声明说，基于本案的整体证据，已经没有理由再继续控告王宝。
2009年12月22日，王宝将军发表讲话称他计划返回老挝：“我们现在需要作出改变。”他说：“老挝政府试着敞开大门。我们应将事情摆在台面，平心静气的谈谈。”此后老挝的一位外交发言人提醒王宝将军，他在1975年末已经被宣判了死刑。他想要进行的任何谈话都应在行刑之后再说。王宝将军随后取消了他的计划。

### 在中国的活动
中国湖南《94国际苗族文化研讨会暨经贸协作会》于1994年10月16日至20日在吉首召开。
1988年3月，王宝到中国在北京和昆明等地进行活动。

### 在泰国的活动
泰国是王宝余部的主要聚居地，也是主要活动场所之一。在泰国除了设有2个“前线指挥部”和1个“办事处”外，还建立了美泰联合的“917情报站”。 泰国警方1994年对王宝发出通缉令，指控他对泰国的安全构成威胁。

### 逝世
2011年1月6日，王寶在美國加州克洛维斯逝世，終年81歲。